# Palmicellaria elegans
Palmicellaria elegans is een mosdiertjessoort uit de familie van de Celleporidae. De wetenschappelijke naam van de soort is voor het eerst geldig gepubliceerd in 1864 door Alder.